# Tourisme cinématographique
Le tourisme cinématographique, également appelé ciné-tourisme, est une forme de tourisme où le déplacement est motivé par le cinéma. Ce type de tourisme se décline en deux pratiques voisines : la visite de lieux dont la spécificité est liée à l'histoire ou la pratique contemporaine du cinéma (festivals, salles, musées, parcs d'attraction) et la visite de lieux utilisés pour le tournage de films ou de séries télévisées (studios ou décors naturels). 
Il constitue une forme de tourisme culturel, dont il est une des tendances nouvelles depuis la fin du XXe siècle, en cela facilité par la mondialisation culturelle, le rôle majeur des images, le culte de la célébrité et le renouvellement global des pratiques touristiques autour de la culture.
Outre l'impact économique direct que peuvent générer les tournages sur les territoires où ils s'effectuent, les acteurs locaux déploient de véritables stratégies pour encadrer et faciliter la fréquentation a posteriori, une fois le produit culturel présenté et connu du public, et faire de leurs territoires des destinations dont l'attrait touristique est directement imputable à ce produit. Certains gouvernements vont jusqu'à prendre des dispositions fiscales destinées à faciliter l'installation de tournages, conscient des bénéfices induits, et s'engagent à promouvoir leur territoire à travers des campagnes de publicité lancées au moment de la sortie des films. Le gouvernement de Nouvelle-Zélande a procédé de cette manière pour renforcer la capacité de la trilogie du Seigneur des anneaux à générer de l'attractivité touristique sur l'archipel,. 